# Josef Mathias Trenkwald

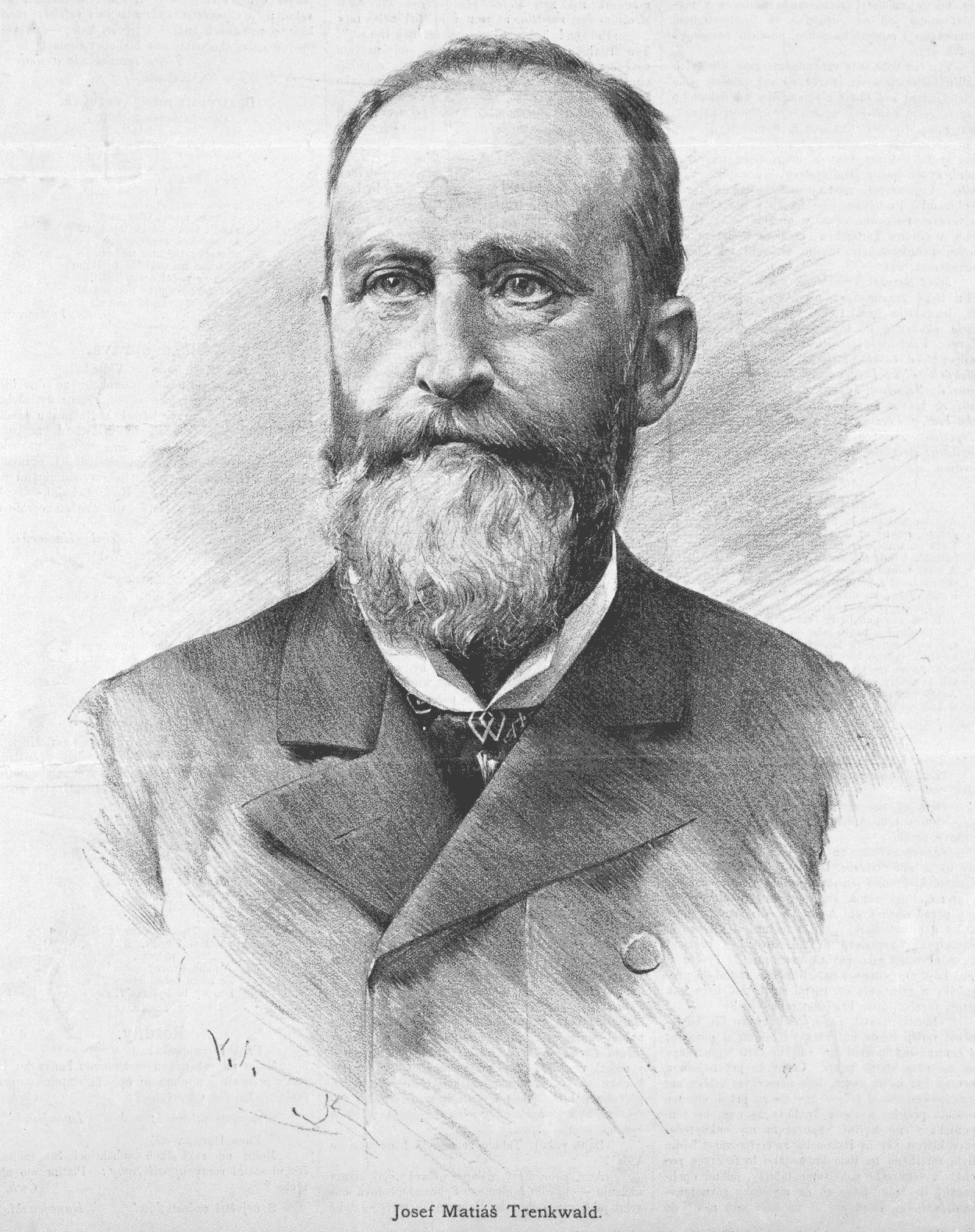
Josef Mathias Trenkwald, gezeichnet von Jan Vilímek 1887

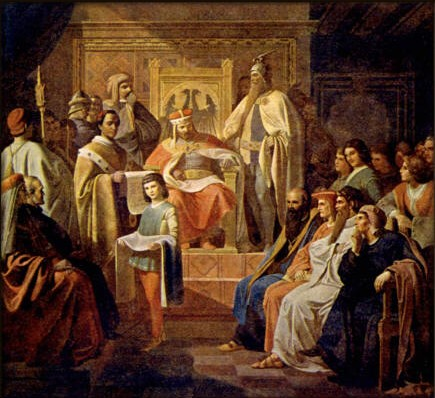
Josef Mathias Trenkwald: Gründung der Universität Prag

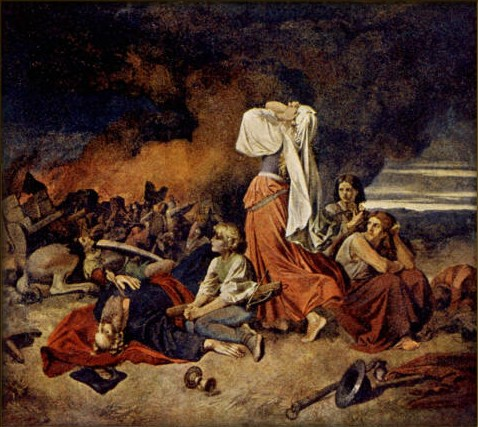
Josef Mathias Trenkwald: Die Schlacht bei Lipan

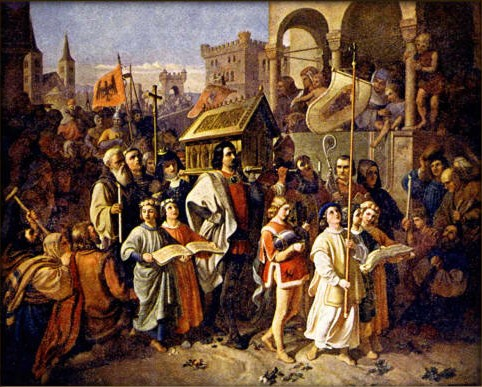
Josef Mathias Trenkwald: Überführung der Reliquien des St. Adalbert nach Böhmen durch Prinz Břetislava

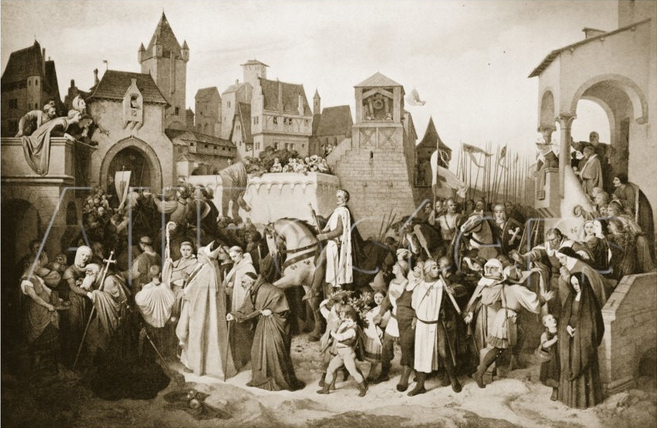
Josef Mathias Trenkwald: Einzug Leopolds VI. nach Wien

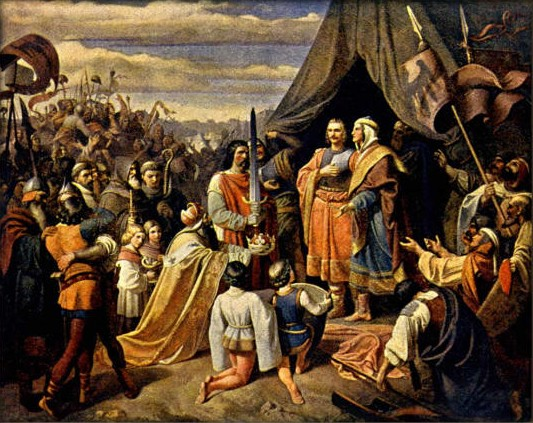
Josef Mathias Trenkwald: Ottokar I. Přemysl und Vladislav III.

Josef Mathias (von) Trenkwald (auch Joseph Matthias von Trenkwald, tschechisch Josef Matyáš Trenkwald, * 13. März 1824 in Prag; † 28. Juli 1897 in Perchtoldsdorf bei Wien) war ein österreichischer Historienmaler.

## Leben
Trenkwald war der Sohn des Prager Kaufmanns Johann Trenkwald und dessen Frau Aloisia, geb. Nuth. 1841 bis 1852 studierte er an der Kunstakademie in Prag bei Christian Ruben. Ab 1851 war er an der auf ein Projekt seines Lehrers Ruben zurückgehende Ausgestaltung des Lustschlosses der Königin Anna (Belvedere) auf der Prager Burg mit einem Zyklus von elf historischer Szenen aus der böhmischen Geschichte beteiligt, zusammen mit den Ruben-Schülern Antonín Lhota, Karel Svoboda und Emil Lauffer. Als Ruben 1853 Direktor der Wiener Akademie der bildenden Künste wurde, folgte Trenkwald seinem Lehrer nach Wien, um sein Studium dort fortzusetzen. Einer seiner weiteren Lehrer war in Wien Carl Rahl. Zwischen 1856 und 1861 erhielt er ein Stipendium für einen Aufenthalt in Rom und Italien; danach kehrte er nach Wien zurück. 1865 wurde er Direktor der Akademie der Künste in Prag. Von 1872 bis 1895 lehrte er als Professor für Historienmalerei an der Kunstakademie in Wien, deren Rektor er von 1884 bis 1886 war, ferner leitete er die Central-Commission zur Erforschung und Erhaltung der Baudenkmale.
Trenkwald war zunächst Mitglied im Albrecht-Dürer-Bund und kam 1861 zur neu gegründeten Genossenschaft bildender Künstler Wiens, deren Vorstand er von 1892 bis 1894 war. Er war in zweiter Ehe mit Marie von Thun und Hohenstein, der Tochter des Grafen Franz von Thun und Hohenstein, verheiratet. Trenkwald war Ritter des päpstlichen Gregoriusordens, erhielt 1879 das Ritterkreuz des Franz-Joseph-Ordens und wurde 1895 in den Adelsstand erhoben.
Einer seiner Prager Schüler war Mikoláš Aleš (1852–1913), der sich ebenfalls der Historienmalerei widmete. Zu seinen Wiener Schülern zählen die Tiroler Maler Philipp Schumacher (1866–1940) und Alfons Siber (1860–1919) sowie der Wiener Maler Koloman Moser (1868–1918).
Sein Sohn war der Kunsthistoriker Hermann von Trenkwald (1866–1942).

## Werk
Zunächst malte Trenkwald in den 1840er Jahren Stoffe aus der böhmischen Geschichte, wie zum Beispiel die Hussitenschlacht, der große Karton von Johann Tetzels Ablaßpredigt und einige der Wandgemälde im Belvedere auf der Prager Burg. Zu nennen sind auch Illustrationen zu Heinrich Heines Buch der Lieder.
Trenkwald gilt durch seine Professur für Historienmalerei an der Wiener Akademie Wien als letzter „institutionalisierter“ Vertreter eines spätnazarenischen Stils, der sich durch impressiv-flüchtige Ölskizzen auszeichnet. Diese Ölskizzen erstrecken sich über die Porträt-, Landschafts-, Historien und Genremalerei. Sie übernahmen in der zweiten Hälfte des 19. Jahrhunderts immer mehr die Funktion der Zeichnung. Darum finden sich auch aus der Zeit während seines Rom-Aufenthaltes eine Vielzahl an Ölstudien, die im Alltagsleben zu verorten sind. Nach einem fünfjährigen Aufenthalt in Rom, wo er sich nach den Italienern des 15. Jahrhunderts bildete und Federzeichnungen (30 Blätter) aus der deutschen Geschichte schuf, kehrte er 1861 nach Wien zurück. Zu seinen nach 1861 entstandenen Hauptwerke zählen: Pergamentminiaturen in dem vom Kaiser dem Papst geschenkten Missale romanum, die Fresken in der Grabkapelle des Barons Pasquale Revoltella in Triest (1864), im Prüfungssaal des Akademischen Gymnasiums in Wien (1865–1867), welche die theologischen Tugenden, die lateinischen und griechischen Kirchenväter darstellen. Schließlich sind auch die Arbeiten in der neuen Kirche in Karolinenthal bei Prag zu nennen sowie das große Bild aus der Profangeschichte: Leopolds des Glorreichen Heimkehr vom Kreuzzug. Er entwarf darüber hinaus noch ein Ölgemälde der Verklärung Christi für das Taborberg-Kloster und neun Bleistiftzeichnungen aus dem Leben der heiligen Ottilie. Für die 1879 vollendete Votivkirche in Wien gestaltete Trenkwald die Marienfenster in den Chorumgangskapellen.
Zu seinen Werken gehören:
- Schutzengel (1844), Kreidezeichnung
- Der Tod von Karl XII. vor Fridrichshallem (1846)
- Die Szene der Bauernkriege (1847)
- Podloudníci šumavští (1848)
- Schlacht bei Lipan (1849)
- Johannes der Täufer, für die Kirche in Turnov nach einer Zeichnung von Christian Ruben gemalt (1850)
- Fresken im Lustschloss der Königin Anna (Belvedere) auf der Prager Burg (1851ff.)
- Überführung der Reliquien des St. Adalbert nach Böhmen durch Prinz Břetislava (1852)
- Gründung der Universität Prag (1855)
- Schlacht der Hussiten (1862)
- Entwurf für Fenster der Arnoštová-Kapelle im Veitsdom, Prag (1864)
- Fresken im Akademischen Gymnasium, Wien (1866)
- Fresken in der Kirche St. Cyrill und Method, Prag-Karlín (1867)
- Porträt des Franz Gülich im 37. Lebensjahr (+ Porträt der Karoline Gülich im 31. Lebensjahr)[4]

1856 zeichnete er Schulwandbilder im Rahmen „Bilder zur Deutschen Geschichte“ zu den Motiven: 'Luther wird auf die Wartburg gebracht' und 'Westphälischer Friedensschluß', erschienen im Verlag C. C. Meinhold & Söhne, Dresden.